# Паоло Несполи
Паоло Анђело Несполи (итал. Paolo Angelo Nespoli) је астронаут агенције ЕСА, рођен у Италији, инжењер и бивши припадник италијанских оружаних снага. Изабран је за астронаута у августу 1998. године, а први пут полетео у свемир у октобру 2007. године као члан посаде спејс-шатла Дискавери. Крајем 2010. полетео је руском летелицом Сојуз и боравио шест месеци на Међународној свемирској станици. Тренутно је у свемиру, као члан Експедиције 52/53 на МСС. Са пуних 60 година најискуснији је астронаут Европске свемирске агенције.